# Gotha Go 145
Gotha Go 145 là một loại máy bay hai tầng cánh của Đức trong Chiến tranh thế giới II, nó được Luftwaffe sử dụng làm máy bay huấn luyện.

## Quốc gia sử dụng
AustriaKhông quân Áo (1927-1938)
 Tiệp KhắcKhông quân Tiệp Khắc
 GermanyLuftwaffe
 RomâniaKhông quân Hoàng gia Romani
 SlovakiaKhông quân Slovak (1939-1945)
 Tây Ban NhaKhông quân Tây Ban Nha
 TurkeyKhông quân Thổ Nhĩ Kỳ

## Tính năng kỹ chiến thuật (Go 145A)
Dữ liệu lấy từ Kay & Smith, p. 116.
Đặc điểm tổng quát
- Kíp lái: 2
- Chiều dài: 8,7 m (28 ft 6½ in)
- Sải cánh: 9 m (29 ft 6⅓ in)
- Chiều cao: 2,9 m (9 ft 6 in)
- Diện tích cánh: 21,75 m² (234,10 ft²)
- Trọng lượng rỗng: 800 kg (1.940 lb)
- Trọng lượng có tải: 1.380 kg (3.043 lb)
- Động cơ: 1 × Argus As 10, 179 kw (240 hp)

 Hiệu suất bay 
- Vận tốc cực đại: 212 km/h (132 mph)
- Tầm bay: 630 km (391 mi)
- Trần bay: 3.700 m (12.139 ft)